# Reality
Reality — двадцать четвертый студийный альбом британского музыканта Дэвида Боуи, изданный в 2003 году. Альбом был хорошо принят фанатами и критиками, получив едва ли не самые благосклонные рецензии со времен альбома Scary Monsters (and Super Creeps) наряду с Heathen.

## Об альбоме
Лирика некоторых песен нашла отражение в восприятии Боуи себя как старого человека, например, в «The Loneliest Guy», «Days», иронической «Never Get Old», и особенно в ностальгической песне «Bring Me the Disco King». Альбом также содержит ссылки на теракт 9/11 в композиции «New Killer Star», и субъективную концепцию самого альбома Reality.
В период рекламной кампании альбом был выпущен в различных форматах. Стандартная версия содержала один компакт-диск, затем было выпущено издание с бонус-треками на трех компакт-дисках, в формате диджипак. Многоканальная версия альбома была издана на Super Audio CD, а затем переиздана с бонус-DVD, записанным в Лондоне.

### Название
Мне кажется, что за последние 20 лет реальность для многих людей стала абстрактным понятием. То, что считалось истиной, похоже, просто растаяло, и теперь мы будто бы мыслим постфилософски. Больше не на что полагаться. Нет знания, только интерпретация тех фактов, которыми нас ежедневно заваливают. Знания будто остались позади, и есть ощущение, что мы плывём по течению в море. Больше не за что держаться, и, конечно, политические обстоятельства просто толкают эту лодку дальше.
— Дэвид Боуи

## Список композиций
Все песни написаны Дэвидом Боуи, за исключением отмеченных.
1. «New Killer Star» — 4:40
2. «Pablo Picasso» (Джон Кейл/Джонатан Ричман) — 4:06
3. «Never Get Old» — 4:25
4. «The Loneliest Guy» — 4:11
5. «Looking for Water» — 3:28
6. «She’ll Drive the Big Car» — 4:35
7. «Days» — 3:19
8. «Fall Dog Bombs the Moon» — 4:04
9. «Try Some, Buy Some» (Джордж Харрисон) — 4:24
10. «Reality» — 4:23
11. «Bring Me the Disco King» — 7:45

### Синглы
- «New Killer Star»
- Дата выпуска: 29 сентября, 2003
- «Never Get Old»
- Дата выпуска: февраль 2004

### Бонус-диск ограниченного издания
1. «Fly» — 4:10
2. «Queen of All the Tarts (Overture)» — 2:53
3. «Rebel Rebel» (2002 re-recording) — 3:10

### Limited DVD tour edition
DVD содержит рекламный концерт, на котором весь альбом был сыгран полностью. Он был записан в Riverside Studios, Хаммерсмит, Лондон, 8 сентября 2003 года. На очередном CD запись песни группы Kinks «Waterloo Sunset» была выпущена в качестве бонус-трека. На канадских переизданиях концертный DVD был сокращен до 5 треков, а японское издание не содержит «Waterloo Sunset» в качестве бонуса.

### DualDisc edition
Издание на DualDisc первоначально было выпущено только в регионах Бостона и Сиэтла, в США. На компакт-диске издания находится оригинальная версия альбома, а DVD содержит альбом в объемном звуке 5.1 (5.1 surround sound) и дополнительные материалы (фотографии, тексты песен, биографию и дискографию). Наибольший интерес представляет полная версия фильма «Reality», содержащая недоступные ранее видео: «Never Get Old», «The Loneliest Guy», «Bring Me the Disco King» и «New Killer Star» Через полгода издание было выпущено на всей территории США и Канады.

## Участники записи

### Музыканты
- Дэвид Боуи — вокал, гитара, клавишные, перкуссия, саксофон, синтезатор, стилофон[англ.]
- Стерлинг Кэмпбелл — ударные
- Джерри Леонард — гитара
- Эрл Слик — гитара
- Марк Плати[англ.] — бас-гитара, гитара
- Майк Гарсон — фортепиано
- Дэвид Торн — гитара
- Гейл Энн Дорси[англ.] — бэк-вокал
- Катрин Рассел — бэк-вокал

### Дополнительные музыканты
- Мэтт Чемберлен — ударные на «Bring Me the Disco King» и «Fly»
- Тони Висконти — бас-гитара, гитара, клавишные, вокал
- Марио Дж. МакНалти — дополнительная перкуссия и ударные на «Fall Dog Bombs the Moon»
- Карлос Аломар — гитара на «Fly»

## Дизайн и фотографии альбома
- Джонатан Барнбрук[англ.] — дизайн обложки
- Рекс Рей — иллюстрации

## Хит-парады

### Альбом
| Год  | Хит-парад               | Высшая позиция |
| ---- | ----------------------- | -------------- |
| 2003 | Czech Albums Chart      | 1              |
| 2003 | Danish Albums Chart     | 1              |
| 2003 | Austrian Albums Chart   | 3              |
| 2003 | French Albums Chart     | 2              |
| 2003 | German Albums Chart     | 3              |
| 2003 | Greek Albums Chart      | 2              |
| 2003 | Portuguese Albums Chart | 2              |
| 2003 | Russian Albums Chart    | 2              |
| 2003 | Norwegian Albums Chart  | 2              |
| 2003 | UK Albums Chart         | 3              |
| 2003 | Euro Albums Chart       | 1              |
| 2003 | Billboard 200           | 29             |